# Impact Grand Championship
Het Impact Grand Championship is een voormalig kampioenschap in het professioneel worstelen dat was opgezet door de Amerikaanse worstelorganisatie Impact Wrestling.

## Geschiedenis
Op 13 augustus 2016, bij de opnames van TNA's televisieprogramma Impact Wrestling, introduceerde TNA-president Billy Organ het kampioenschap. Dit was een soort vervanging voor de toenmalige TNA King of the Mountain Championship. Daarnaast onthulde hij dat er een 8-man-single-eliminatie-toernooi kwam voor het kampioenschap waar regels aan verbonden zijn. De finale van het toernooi vond plaats bij het evenement Bound for Glory op 2 oktober 2016. De winnaar van het toernooi was Aaron Rex, die won van Eddie Edwards (Edwards verving Drew Galloway wegens een blessure). Op 4 juni 2018, tijdens een persconferentie bij het evenement Slammiversary XVI, maakte Austin Aries bekend dat het Impact Grand Championship en het Impact World Championship zouden worden samengevoegd.

## Titel geschiedenis
| Nr.              | Kampioen         | Datum            | Locatie | Evenement                         | Opmerkingen |
| ---------------- | ---------------- | ---------------- | ------- | --------------------------------- | --- |
| 1                | Aaron Rex        | 2 oktober 2016   | Orlando | Bound for Glory                   | Rex won van Eddie Edwards om de eerste inaugurele kampioen te worden. Edwards verving Galloway wegens een blessure.                                                                                     |
| 2                | Moose            | 9 oktober 2016   | Orlando | Impact!                           | Deze aflevering werd uitgezonden op 1 december 2016. |
| 3                | Drew Galloway    | 7 januari 2017   | Orlando | Impact!                           | Deze aflevering werd uitgezonden op 19 januari 2017. |
| 4                | Moose            | 12 januari 2017  | Orlando | Impact!                           | Deze aflevering werd uitgezonden op 2 maart 2017. |
| 5                | Ethan Carter III | 5 juli 2017      | Orlando | Impact!                           | Deze aflevering werd uitgezonden op 3 augustus 2017. |
| 6                | Matt Sydal       | 10 november 2017 | Ottawa  | Impact!                           | Deze aflevering werd uitgezonden op 25 januari 2018. |
| 7                | Josh Matthews    | 13 januari 2018  | Orlando | Impact!                           | Sydal overhandigde de titel aan Matthews als een beloning. Deze aflevering werd uitgezonden op 15 maart 2018.                                                                                           |
| 8                | Austin Aries     | 14 januari 2018  | Orlando | Impact!                           | Dit was een Winner Takes All Match. Sydal verdedigde de titel namens Matthews. Aries zijn Impact World Heavyweight Championship was ook op het spel. Deze aflevering werd uitgezonden op 29 maart 2018. |
| Titel opgeborgen | Titel opgeborgen | 4 juni 2018      | Toronto | Slammiversary XVI persconferentie | Aries verenigde de titel met Impact World Championship. |